# GPN3
GPN3 (англ. GPN-loop GTPase 3) – білок, який кодується однойменним геном, розташованим у людей на короткому плечі 12-ї хромосоми. Довжина поліпептидного ланцюга білка становить 284 амінокислот, а молекулярна маса — 32 761.
| 10         |  | 20         |  | 30         |  | 40         |  | 50         |
| ---------- |  | ---------- |  | ---------- |  | ---------- |  | ---------- |
| MPRYAQLVMG |  | PAGSGKSTYC |  | ATMVQHCEAL |  | NRSVQVVNLD |  | PAAEHFNYSV |
| MADIRELIEV |  | DDVMEDDSLR |  | FGPNGGLVFC |  | MEYFANNFDW |  | LENCLGHVED |
| DYILFDCPGQ |  | IELYTHLPVM |  | KQLVQQLEQW |  | EFRVCGVFLV |  | DSQFMVESFK |
| FISGILAALS |  | AMISLEIPQV |  | NIMTKMDLLS |  | KKAKKEIEKF |  | LDPDMYSLLE |
| DSTSDLRSKK |  | FKKLTKAICG |  | LIDDYSMVRF |  | LPYDQSDEES |  | MNIVLQHIDF |
| AIQYGEDLEF |  | KEPKEREDES |  | SSMFDEYFQE |  | CQDE       |  |            |

A: Аланін

C: Цистеїн

D: Аспарагінова кислота

E: Глутамінова кислота

F: Фенілаланін

G: Гліцин

H: Гістидин

I: Ізолейцин

K: Лізин

L: Лейцин

M: Метіонін

N: Аспарагін

P: Пролін

Q: Глутамін

R: Аргінін

S: Серин

T: Треонін

V: Валін

W: Триптофан

Кодований геном білок за функцією належить до гідролаз. 
Задіяний у такому біологічному процесі, як альтернативний сплайсинг. 
Білок має сайт для зв'язування з нуклеотидами, ГТФ. 